# Лозоватка (река)
Лозоватка (укр. Лозуватка) — река, впадающая в Обиточный залив Азовского моря, расположенная на территории Черниговского и Приморского районов (Запорожская область, Украина).

## География
Длина — 78 км. Площадь водосборного бассейна — 560 км². Русло реки (отметки уреза воды) в нижнем течении (село Орловка) находится на высоте 1,7 м над уровнем моря, в верхнем течении (село Юрьевка) — 54,2 м. Скорость течения — 0,1.
Долина трапециевидная, шириной 2 км. Пойма шириной 200—300 м. Присутствуют незначительные участки обрывистого берега с пляжем, преимущественно высотой 2 м. Русло умеренно-извилистое, ширина в среднем и нижнем течении 11-15 м, глубина 1,5-0,8 м. К устью меандрирование усиливается, и разветвляется на второстепенное русло и временные протоки, где солончаки чередуются с озёрами на холмистом ландшафте. Создано несколько прудов. Берега реки частично с луговой растительностью, русло — водной.
Берёт начало северо-западнее села Зеленовка. Река в верхнем течении течёт на юго-восток, затем — юго-запад. Впадает в Обиточный залив Азовского моря юго-восточнее села Райновка.
Притоки: впадает множество балок (в том числе Совхозная, Гаврилова).